# سامی عنان

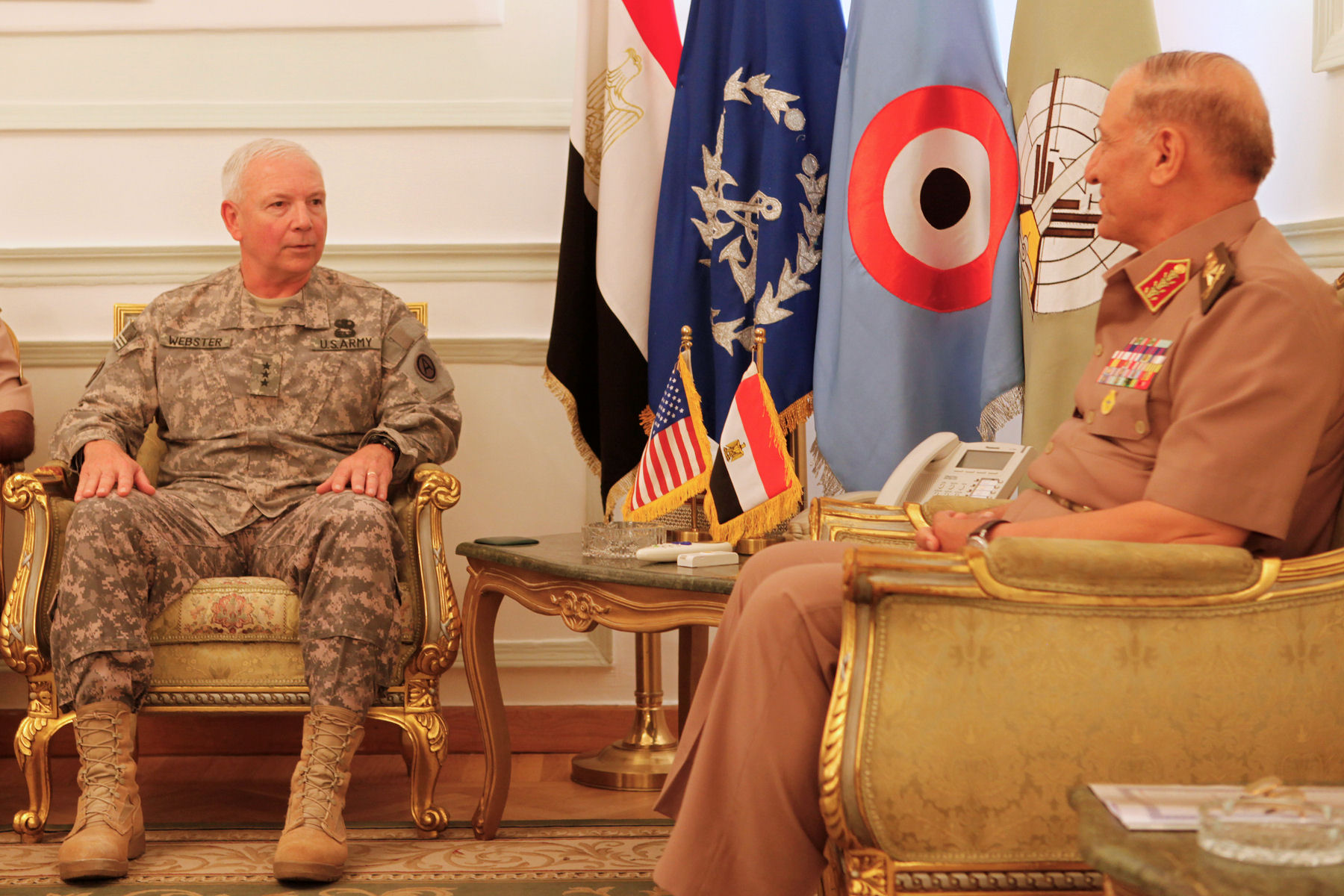
سپهبد وبستر (سمت چپ) در حال صحبت با سپهبد عنان (سمت راست)

سپهبد سامی حافظ عنان (زاده ۱۹۴۸) فرمانده نظامی اهل مصر است، که یکی از اعضای ارشد نیروهای مسلح مصر می‌باشد و به‌عنوان رئیس ستاد نیروی هوایی مصر فعالیت می‌کند.
در شروع انقلاب ۲۰۱۱ مصر او در واشنگتن دی.سی بود و در ۲۸ ژانویه به مصر بازگشت. در یک فوریه شبکهٔ چهار تلویزیون انگلیس گزارش داد که عنان توسط دولت ایالات متحدهٔ آمریکا مورد فشار قرار گرفته تا دولت را بعد از حسنی مبارک در دست گیرد.